# Руска авангарда
Руска авангарда, покрет у уметности и књижевости, којим је начињен прелаз са академизма ка модерној уметности у Русији. Авангардна група сликара окупљала се око часописа „Мир искусства” (Свет уметности) и заузимала се за оживљавање руске народне уметности, а значајне резултате постиже и у позоршиној сценографији и костимографији.
Почетком 20. века у руску архитектуру стижу западноевропски утицаји, прво сецесија, а онда функционализам. Главни покретачи руске апстракције били су Василиј Кандински, који је уједно и аутор прве апстрактне слике (1910. године), те М. Ф. Ларионов и Н. С. Гончарова (утемељитељи рајонизма), а Казимир Маљевич је био најрадикалнији од њих (зачетник супрематизма).
Зачетник конструктивизма, најранијег облика апстрактне скулптуре, био је Владимир Татљин. Идеје конструктивизма у Европу су пронели вајари: Александар Архипенко, Антоан Певзнер и Наум Габо.

## Успон руске авангарде
Да би се разумео и оценио руски авангардни подвиг с почетка двадесетог века на уму се морају имати одређене ствари. Русија је од 18. века, века Петра и Катарине Велике, помагала развој уметности и одржавала тесне и сталне везе са Западом. Имућнији Руси често су путовали у Француску, Италију и Немачку. Преко часописа били су упознати са новим збивањима у уметности, музици и књижевности. Руска књижевност и музика у 19. веку су достигле високу вредност, а позориште и балет висок степен изузетности. Било је тек питање времена када ће им се у овом полету ка изузетном придружити и ликовне уметности. 
Руска склоност ка утопијским друштвеним заједницама у 19. веку се испољила и у уметности, у групама као што су Передвижници, колонија уметника коју је у седамдесетим годинама 19. века основао Сава Мамонтов, богаташ, руски националиста, познавалац уметности и друштвени идеалиста. Мамонтов је такође био активан као покровитељ позоришта и опере и помогао је да се позоришна сценографија препусти активним уметницима. Тај спој сликарства и позоришта постаће карактеристичан за ширење руског експеримента у уметности.
Можда најдаровитији међу руским пионирима који су олакшали прелаз у 20. век био је Михаил Врубел, који је за живота добио мало признања. Преко Врубела, сјајног цртача утонулог у руску византијску традицију, у руску уметност је ушло много од духа западног стила арт-нуво. Његове идеје и идеје француских симболиста и набиста снажно су се осетили крајем осамдесетих година 19. века преко покрета познатог као „Свет уметности” (Мир искусства) на чијем је челу стајао Александар Николајевич Бенуа, даровити организатор уметничких приредби, уметник, сценограф космополитски критичар и научник који је проповедао и спроводио интеграцију и јединство свих уметности.
Лев Самоилович Бакст (познат и као Леон Бакст), који је доцније стекао међународну славу као сценограф, био је један од првих професионалних уметника повезаних са Светом уметности. Године 1890. групи је пришао Сергеј Дјагиљев, коме је било суђено да постане можда највећи балетски предузетник. Часопис Свет уметности, који се први пут појавио 1898, окупио је млађе авангардисте међу песницима и уметницима и помогао да се руским читаоцима представе француски симболистички песници, енглески и аустријски уметници и архитекте из покрета арт-нуво и француски постимпресионисти. Неколико година касније Дјагиљев је почео да ради као предузетник, организујући изложбе, концерте, позоришне, оперске представе и, на крају, Руски балет, који је почео са радом 1909. у Паризу и ишао из успеха у успех. Од тог тренутка Дјагиљеву ће сценографију радити многа највећа имена европског сликарства а међу њима је био и Пикасо.
После часописа Свет уметности појавили су се други авангардни листови. Преко њих и захваљујући неретким путовањима у Париз и Италију млади руски уметници су могли да прате развој фовизма, кубизма, футуризма и њихових изданака. У Москви су Сергеј Шчукин и Иван Морозов створили огромне збирке нове француске уметности. Шчукинова збирка је 1914. имала преко 200 дела француских импресионистичких, постимпресионистичких, фовистичких и кубистичких сликара, укључујући више од 50 Пикасових и Матисових дела, као и примерке Манеа, Монеа, Реноара, Сезана и Ван Гога. Морозвљева нешто мање експериментална збирка од 130 дела обухватала је Сезана, Реноара, Гогена и многе Матисове радове. Штавише, Матисово дело нпр. је тада било више цењено у Русији него у Француској. Оба колекционара су показала велику широкогрудност отварајући своје збирке руским уметницима и њихово дејство на те уметнике је било непроцењиво. Захваљујући овим збиркама модерне уметности и изложби групе „Магарећи реп” коју је 1910. основао Михаил Ларионов, за кубистичке експерименте се знало у Петрограду и Москви готово одмах чим су настали. Маринети, апостол футуризма, посетио је Русију 1914 (можда и раније) и његове идеје су могле утицати на руску авангарду.
Чини се да Кандински с највише права може да тврди да је био први апстрактни сликар који је схватио импликације непредставних, експресионистичких дела која је створио. Несумњиво је, међутим, да су апстрактне слике постојале и пре Кандинског: неке слике Ван де Велдеа и других рађене у стилу арт-нувоа немају садржаја који је могуће препознати, иако се врло вероватно увелико заснива на биљним облицима. Делоне је 1911. стварао колористичке композиције из којих је природни предмет практично ишчезао, док је Чех Купка у исто време радио у готово сасвим апстрактном маниру. Међутим, Кандински је први и у томе што је свом делу дао теоријску потпору у спису О духовном у уметности, где расправља о пореклу, циљевима и садржини нове апстрактне уметности.
У најмању руку, може се претпоставити да је готово потпуно одсуство експеримента у руској уметности навело извесне уметнике, упознате са збивањима у Француској и другим земљама, да осете да је једино решење — најоштрији облик револуције против доминантне академске уметности. У сваком случају, у скулптури и сликарству Русија је готово без икаквог прелаза закорачила са академизма 19. века на потпуну апстракцију. Иако је у то било укључено тек мали број уметника — међу сликарима Михаил Ларионов, Наталија Гончарова, Казимир Маљевич, Ел Лисицки и, наравно Кандински; међу вајарима Владимир Татлин, Александар Родченко, Наум Габо и његов брат Антоан Певзнер, њихов утицај је био пресудан за читаву потоњу светску уметност 20. века, а присутан је и данас.

## Правци и уметници руске авангарде

### Теорија као потпора уметничке праксе
Уметници руске авангарде су одмах разумели важност и вредност теоријске расправе у уметничком стваралштву, где се усменим или писаним (текстуалним) исказом рефлектује сопствене уметничке праксе или праксе уметности уопште. Путем усменог или писаног исказа (уметничке теорије) — почев од поетског израза, преко афоризма, манифеста или опште теоријске расправе као у случају Кандинског (О духовном у уметности) и Маљевича (Непредметни свет) — покушали су, себи и другима, да разјасне  нову уметничку праксу, дефинишу и опишу њену садржину, задатке и циљеве.
О значају теорије уметности је најбоље говорио уметник и теоретичар Николај Куљбин изразивши да чак и они који потпуно негирају уметничку теорију у ствари бране неку своју, властиту: 
Многи кажу: „Теорија уметности? Шта нас се тиче теорија? Некако сувопарно, књишко. Полагање права на нешто? Потребна ми је уметност, а не расправе. Уметник ствара зато што у њему гори свети пламен; он ствара без мудровања и ја хоћу да уживам, а не да мудрујем. Умртвљујућа анализа уметности уништава уметност.” 
 Они који тако говоре не примећују да нису побегли од теорије, да све што су рекли јесте њихова лична теорија уметности. У оваквом, прилично уобичајеном просуђивању малограђанина постоји зрно истине и оно може бити изражено као прва наша поставка теорије уметничког стваралаштва. 
 Даље, што је могуће даље од сувопарног, кабинетског, умртвљујућег! 
 Прихватамо само хармонију, дисонанцу, ритам, стил, боје, радост и тугу!— Николај Куљбин, Значај теорије уметности

### Рајонизам (лучизам): Ларионов и Гончарова
Почетком 1911. Ларионов и Гончарова су се дописивали с Кандинским кога су веома много занимали њихови експерименти. Они су основали покрет назван „рајонизам” (рус. лучизм [районизм], од фр. rayon — луч [зрака]) и 1913, на изложби названој „Мета” , приказана је прва група рајонистичких дела. Рајонизам је био изданак кубизма и сродан италијанском футуризму по наглашавању динамичних, линеарних светлосних зрака. Преко њих је Ларионов настојао да визуелно изрази нове концепције простора и времена уобличене у мисли математичара Артура Кејлија и Феликса Клајна, филозофа-физичара Ернста Маха, физичара Алберта Ајнштајна и других. У Ларионовљевом манифесту, привидној сатири на футуристичке манифесте, он је величао свакодневне објекте савремене цивилизације, порицао постојање индивидуалности и величао Исток наспарам Западу. 
Ларионов и Гончарова су 1914. напустили Русију да би радили сценографију за Дјагиљева. Укупно су створили свега неколико значајних рајонистичких дела, али су њихове идеје, као и уметност која је била синтеза кубизма, футуризма, орфизма и, уз то, „осећање за нешто што би се могло назвати четврта димензија” били од највећег значаја за развој Маљевича и супрематизма.

### Супрематизам

#### Казимир Маљевич
Више него иједан други уметник, Казимир Маљевич је кубистичку геометрију први довео њеном логичном закључку, апсолутно геометријској апстракцији. Маљевич је уметност студирао у Москви, где се упознао с новим кретањима захваљујући томе што је посећивао збирке Шчукина и Морозова. Године 1906. је срео Ларионова и 1910. с њим и Гончаровом излагао је на првој изложби „Магарећег репа”. Од 1911. је сликао у кубистичком маниру. Слику Јутро на селу после кише, компоновао је од цилиндричних скулптуралних фигура сељака у механизованом пејзажу, с кућама, дрвећем и линијама моделованим у светлим, градираним тоновима црвеног, белог и плавог. Сличност са Лежеовим нешто каснијим машинским кубизмом је запањујућа, али је питање да ли је иједан од њих видео ране радове оног другог. Следеће две године Маљевич је испитивао различите видове и изналаске кубизма и футуризма, али је био опседнут парадоксалним остатком садржаја у свом делу док, према сопствним речима: „… Године 1913. у свом очајничком покушају да ослободим уметност терета предмета, нашао сам прибежиште у квадратној форми и изложио слику која се састојала искључиво од црног квадрата на белом пољу”. То је био цртеж пером, први пример стила коме је Маљевич дао име „супрематизам”. Уметник је у својој књизи Непредметни свет дефинисао супрематизам као „супрематију чистог осећања у креативној уметности” „За супрематисту — наставио је — визуелне појаве објективног света су, саме по себи, бесмислене; важно је осећање као такво, сасвим независно од околине у којој је изазвано.”
За Маљевича, преданог хришћанског мистика, стварање овог једноставног квадрата на белој основи било је тренутак откровења, слично као у случају Кандинског и његовог првог апстрактног акварела. Маљевич је осетио да је, први пут у историји сликарства, показано да слика може постојати потпуно независно од сваког одражавања или подражавања спољашњег света — била то фигура, пејзаж или мртва природа. Њему су наравно претходили Кандински, Делоне и Купка у стварању апстрактних слика и он је несумњиво био свестан њихових покушаја. Али, Маљевич с правом може да тврди да је први довео апстракцију до крајњег геометријског упрошћавања — црни квадрат цртежа у белом квадрату хартије. И тако су два доминантна крила апстракције 20. века — експресионистичка (лирска) апстракција Кандинског и геометријска апстракција Маљевича — имала порекло у руској авангарди.

## Совјетски стил
Након Октобарске револуције догодио се краткотрајан, али славан покушај модернизације руске уметности у којем је авангарда постала службеним стилом. Но, убрзо су авангардни уметници били шиканирани и чак затварани, а од 1934. године једини признати ликовни израз био је социјалистички реализам. У Русији су рођени, али су је напустили нетом или након Октобарске револуције: Алексеј Јавленски, Марк Шагал, Ел Лисицки, М. Ф. Ларионов и његова супруга Н. С. Гончарова и С. Пољаков.
У сликарству се величају култови Стаљина, младости и радника. Идеолошке монументалне споменике, и портрете изводила је В. И. Мухина, а у архитектури је превладао стил у којему се величала моћ државе (Лењинов маузолеј на Црвеном тргу у Москви, 1924.-30.

## Савремена руска уметност
Совјетски стил траје све до распада Совјетског Савеза 1991. године када се јавља тзв. постсоцијалистички стил. Млади нараштај архитеката пројектује у свим стиловима постмодерне архитектуре. Раздобље након 1990.-тих обележава настанак многобројних уметничких група које се крећу од геометријске апстракције преко хепенинга, ленд-арта, концептуалне уметности и инсталација (Иља Кабаков), до хипереализма надахнутог социјалистичким реализмом (тзв. Уметност Перестројке).